# بارامین‌شناسی
بارامین‌شناسی یا بارامینولوژی (به انگلیسی: Baraminology)، یک سیستم آفرینش‌گرای انجیلی است، که حیوانات را بر حسب روایت آفرینش در کتاب پیدایش و دیگر بخش‌های انجیل، به گروه‌هایی تحت عنوان "انواع آفریده‌شده" (به انگلیسی: created kinds) یا "بارامین" (به انگلیسی: baramin) تقسیم بندی می‌کند. این سیستم مدعی است که انواع نمی‌توانند با هم پیوند بخورند یا چندتبار بشوند و همچنین هیچ رابطه فرگشتی ای با یک دیگر ندارند.